# 裕南街街道
裕南街街道，是中华人民共和国湖南省长沙市天心区下辖的一个乡镇级行政单位。

## 行政区划
裕南街街道下辖以下地区：
仰天湖社区、东电社区、长坡社区、东瓜山社区、杏花园社区、南站社区、石子冲社区、裕南街社区、宝塔山社区、火把山社区和向东南社区。